# ロネル・ブランコ
ロネル・デ・ヘスス・ブランコ（Ronel De Jesus Blanco, 1993年8月31日 - ）は、ドミニカ共和国サンティアゴ州サンティアゴ・デ・ロス・カバリェロス出身のプロ野球選手（投手）。右投右打。MLBのヒューストン・アストロズ所属。

## 経歴

### プロ入りとアストロズ時代
2016年4月27日に国際フリーエージェントでヒューストン・アストロズと契約した。プロ入り後は、傘下ルーキー級のドミニカン・サマーリーグ・アストロズとガルフ・コーストリーグ・アストロズでプレーし、14試合登板、7勝1敗、防御率2.13の成績を記録した。
2017年は、A級クアッドシティズ・リバーバンディッツとA+級ビューズクリーク・アストロズでプレー。2球団合計で23試合に登板し、6勝5敗、防御率3.38という成績だった。
2018年は、A+級ビューズクリークとAA級コーパスクリスティ・フックスでプレー。2球団合計で32試合に登板し、7勝1敗、防御率3.65の成績を記録した。
2019年は、A-級トリシティ・バレーキャッツ、AA級コーパスクリスティ、AAA級ラウンドロック・エクスプレスの3チームでプレー。32試合に登板し、5勝2敗、防御率4.96を記録した。
2020年は、新型コロナウイルスの影響でマイナーリーグの試合が開催されなかったため、公式戦でのプレーはなかった。
2021年は、AAA級のシュガーランド・スペースカウボーイズでプレー。クローザーとして42試合に登板して5勝3敗22セーブ、防御率3.40という成績を記録した。
2022年の開幕日となる4月7日にメジャー契約を結びアクティブ・ロースター入りした。4月9日のロサンゼルス・エンゼルス戦でメジャーデビューを果たした。
2024年は先発ローテーションに抜擢され、今季初登板となった4月2日の対トロント・ブルージェイズ戦で9回を投げ7奪三振、2四球、無安打無失点の好投を披露し、球団史上17度目のノーヒットノーランを達成し、初勝利を挙げた。5月14日のオークランド・アスレチックス戦にて4回投球前のグラブ検査にて粘着物質違反が発覚し退場処分となった。

## 詳細情報

### 年度別投手成績
| 年 度    | 球 団    | 登 板 | 先 発 | 完 投 | 完 封 | 無 四 球 | 勝 利 | 敗 戦 | セ 丨 ブ | ホ 丨 ル ド | 勝 率 | 打 者 | 投 球 回 | 被 安 打 | 被 本 塁 打 | 与 四 球 | 敬 遠 | 与 死 球 | 奪 三 振 | 暴 投 | ボ 丨 ク | 失 点 | 自 責 点 | 防 御 率 | W H I P |
| -------- | -------- | ----- | ----- | ----- | ----- | -------- | ----- | ----- | -------- | ----------- | ----- | ----- | -------- | -------- | ----------- | -------- | ----- | -------- | -------- | ----- | -------- | ----- | -------- | -------- | ------- |
| 2022     | HOU      | 7     | 0     | 0     | 0     | 0        | 0     | 0     | 0        | 0           | ----- | 32    | 6.1      | 8        | 1           | 4        | 0     | 1        | 7        | 0     | 0        | 5     | 5        | 7.11     | 1.90    |
| 2023     | HOU      | 17    | 7     | 0     | 0     | 0        | 2     | 1     | 0        | 0           | .667  | 226   | 52.0     | 49       | 12          | 28       | 0     | 2        | 52       | 2     | 0        | 29    | 26       | 4.50     | 1.48    |
| 2024     | HOU      | 30    | 29    | 1     | 1     | 0        | 13    | 6     | 0        | 0           | .684  | 676   | 167.1    | 114      | 22          | 68       | 0     | 2        | 166      | 3     | 0        | 56    | 52       | 2.80     | 1.09    |
| MLB：3年 | MLB：3年 | 54    | 36    | 1     | 1     | 0        | 15    | 7     | 0        | 0           | .682  | 934   | 225.2    | 171      | 35          | 100      | 0     | 5        | 225      | 5     | 0        | 90    | 83       | 3.31     | 1.20    |

- 2024年度シーズン終了時

### 年度別守備成績
| 年 度 | 球 団 | 投手（P） | 投手（P） | 投手（P） | 投手（P） | 投手（P） | 投手（P） |
| 年 度 | 球 団 | 試 合     | 刺 殺     | 補 殺     | 失 策     | 併 殺     | 守 備 率  |
| ----- | ----- | --------- | --------- | --------- | --------- | --------- | --------- |
| 2022  | HOU   | 7         | 1         | 0         | 0         | 0         | 1.000     |
| 2023  | HOU   | 17        | 3         | 5         | 0         | 3         | 1.000     |
| 2024  | HOU   | 30        | 19        | 10        | 3         | 1         | .906      |
| MLB   | MLB   | 54        | 23        | 15        | 3         | 4         | .927      |

- 2024年度シーズン終了時

### 記録
- ノーヒットノーラン：1回（2024年4月1日、対トロント・ブルージェイズ戦）

### 背番号
- 56（2022年 - ）